# Тер-Ованесян, Арам Аветисович
Арам Аветисович Тер-Ованесян (27 февраля 1906 — 21 февраля 1996, Львов) — советский легкоатлет, заслуженный мастер спорта СССР, тренер, педагог, профессор, доктор педагогических наук (с 1972). Один из основоположников педагогики спорта. Отличник физической культуры (1954).

## Биография
Дважды устанавливал рекорд СССР в метании диска.
В 1931 году окончил Государственный центральный институт физической культуры в Москве.
С 1934 года работал тренером по лёгкой атлетике, четыре года работал в Киевском НИИ физкультуры, возглавлял сборную Киева по лёгкой атлетике и украинскую федерацию лёгкой атлетики.
Во время Великой Отечественной войны А. Тер-Ованесян вместе с военным госпиталем, в котором работал, был эвакуирован в Среднюю Азию (Алма-Ата, Бухара). После окончания войны работал в Тбилиси, Харькове, Ереване, Москве, позже вернулся на Украину, с 1951 — заместитель директора по научно-исследовательской работе, заведующий кафедрой теории физического воспитания Львовского института физкультуры.
Стал доктором наук, учёным с мировым именем, создателем собственной педагогической школы, признанным специалистом в области теории и практики физического воспитания и спорта. Внёс значительный вклад в развитие Львовского государственного института физкультуры.
Похоронен на 66-м участке Лычаковского кладбища во Львове.

## Награды
- Орден «Знак Почёта» (15.09.1961) — за большие заслуги в подготовке специалистов и развитии науки

## Семья
- Сын Игорь Тер-Ованесян, пятикратный участник Олимпийских игр, начиная с Олимпиады в Мельбурне, двукратный бронзовый призёр Олимпиад 1960 и 1964 годов. Заслуженный мастер спорта СССР и заслуженный тренер СССР.

## Педагогическая деятельность
Арам Тер-Ованесян первым создал в педагогике стройную систему физического воспитания, основой которой является триединство: обучение, воспитание, тренировка.

## Спортивные результаты

### Метание диска
| Год  | Город  | Дата      | Результат | Место |
| ---- | ------ | --------- | --------- | ----- |
| 1934 | Москва | 1 августа | 41,04     | III   |

| Результат | Город     | Дата      |
| --------- | --------- | --------- |
| 42,545    | Москва    | 6.7.1933  |
| 42,595    | Ленинград | 29.8.1933 |

## Избранные публикации
Автор многих научных трудов, в том числе монографии «Педагогика спорта».
- «Как самому научиться метать» (1950),
- «Спорт» (1967)
- «Педагогические основы физического воспитания», М. Физкультура и спорт (1978).
- «Педагогика спорта» (1986).
- «Обучение в спорте» (1992; в соавтор. с сыном Игорем Тер-Ованесяном)